# いただき+
『いただき+』（いただきプラス）はフジテレビ系列及びBSフジで放送されていたミニ番組。2006年10月放送開始。2010年3月放送終了。全農の一社提供。

## 概要
- 毎週ひとつの食材・食品をテーマに、それを取り巻く人々・環境を紹介する。ナレーターは前番組『ヤサイ、サイタ。』に引き続き室井滋。ヤサイ、サイタ。で登場したオリジナルキャラクターも引き続き登場していた。
- 2009年度よりハイビジョン制作に移行し、地上アナログ放送ではレターボックス形式で放送されていた。

## 放送時間

### 地上波
- 2009年3月まで：フジテレビ系列　毎週月曜日 19:54～20:00
- 2009年4月～2010年3月
フジテレビ　毎週土曜　17:25～17:30
山陰中央テレビ　毎週日曜　21:54～22:00
テレビ新広島　毎週月曜　22:54～23:00

### BSデジタル
- BSフジ：毎週日曜日 20:55～21:00

| フジテレビ系 月曜19時台ミニ番組 | フジテレビ系 月曜19時台ミニ番組 | フジテレビ系 月曜19時台ミニ番組 |
| 前番組                          | 番組名                          | 次番組                          |
| ------------------------------- | ------------------------------- | ------------------------------- |
| ヤサイ、サイタ。                | いただき+                       | ネプ小リーグ                    |

| フジテレビ 土曜17:25-17:30                      | フジテレビ 土曜17:25-17:30 | フジテレビ 土曜17:25-17:30         |
| 前番組                                          | 番組名                     | 次番組                             |
| ----------------------------------------------- | -------------------------- | ---------------------------------- |
| 15:30-17:30 土曜ワイド （2009年4月より5分短縮） | いただき+                  | 15:25-17:30 土曜ワイド （5分拡大） |